# NGC 3771
NGC 3771 (również PGC 36107) – galaktyka eliptyczna (E), znajdująca się w gwiazdozbiorze Pucharu. Odkrył ją Francis Leavenworth w 1886 roku.